# ガヴアナー
ガヴアナー（ガヴァナー、1932年3月9日 - 1935年5月28日）は1930年代半ばに活躍した日本の競走馬である。1935年東京優駿大競走（日本ダービー）を無敗のまま制するも、その約1か月後に調教中の事故が原因で安楽死となった。
全兄に1933年東京優駿大競走の優勝馬カブトヤマ、全弟に1940年帝室御賞典（秋）の優勝馬ロツキーモアーがいる。

## 経歴

### 出生
ガヴアナーの父であるシアンモア（Shian Mor）は、小岩井農場が英国の馬主から1万600ポンドで購入した種牡馬であった。シアンモアは、1928年に牝馬のフリツパンシーと共に日本に輸入され、同年から小岩井農場で種牡馬として供用された。
母アストラルは、競走馬時代に1927年の帝室御賞典を制した牝馬であった。アストラルは下総御料牧場産であったが、競走引退後、小岩井農場が産駒改良のために購入し、同地で繁殖牝馬として繋養された。シアンモアとアストラルの配合の結果、1930年には第九シアンモアが誕生、これは後にダービー馬となるカブトヤマであった。
そして1932年、前年の不受胎を経て、アストラルは同じくシアンモアの仔を出産した。この馬には、第拾六シアンモアと名付けられ、これが後のガヴアナーであった。

### デビューまで
ガヴアナーは、1934年8月に小岩井農場で行われた競市に出され、2万9660円で小岩井東山農事の高橋錬逸に落札された。
この競市には、調教師の尾形景造も参加しており、尾形もガヴアナーに目を付けていた。高橋は良い馬をとるために、尾形が最も高額を提示した馬を競り落とすよう、同行した布施季三調教師に厳命していた。セリが始まると、尾形はガヴアナーに熱を入れ、同馬の価格は吊り上がっていったが、高橋は、あまりの高額に入札を渋る布施を励まして、最後には尾形より上の値段を付けて同馬を落札することに成功した。
その後、ガヴアナーは布施の元に預託された。布施は、小岩井農場を経営していた岩崎家お抱えの乗馬クラブ教師だった経歴もあり、小岩井関係の馬をよく管理調教していたが、ガヴアナーもその一頭であった。

### 競走馬時代
1935年3月30日に中山競馬場の新呼馬競走でデビュー、井川為男が騎乗して初戦を飾った。井川は、美馬勝一厩舎所属の騎手であったが、同厩舎所属の見上恒芳が布施の娘婿だった縁もあり、ガヴアナーへの騎乗を依頼されたといわれている。井川は以後、全ての競走でガヴアナーの鞍上を務めた。その後、4月14日の新呼馬優勝競走も勝利、同馬の厩務員（馬手）であった茅島高平は、喜びのあまりガヴアナーに頬ずりをした。2戦2勝としたガヴアナーは、目標としていた東京優駿大競走に向かった。
迎えた東京優駿大競走は、前日夜から降り続いた雨の影響で、第1回以降四回連続で道悪の馬場での開催となった。競走は11頭立てで行われ、断然の一番人気は、古馬相手に帝室御賞典を勝った牝馬クレオパトラトマスで、ガヴアナーは二番人気に支持された。ガヴアナーは前々日朝の調教で東京競馬場の内馬場（練習馬場）を124秒の好タイムで走破していたが、クレオパトラトマスの人気が勝る結果となった。

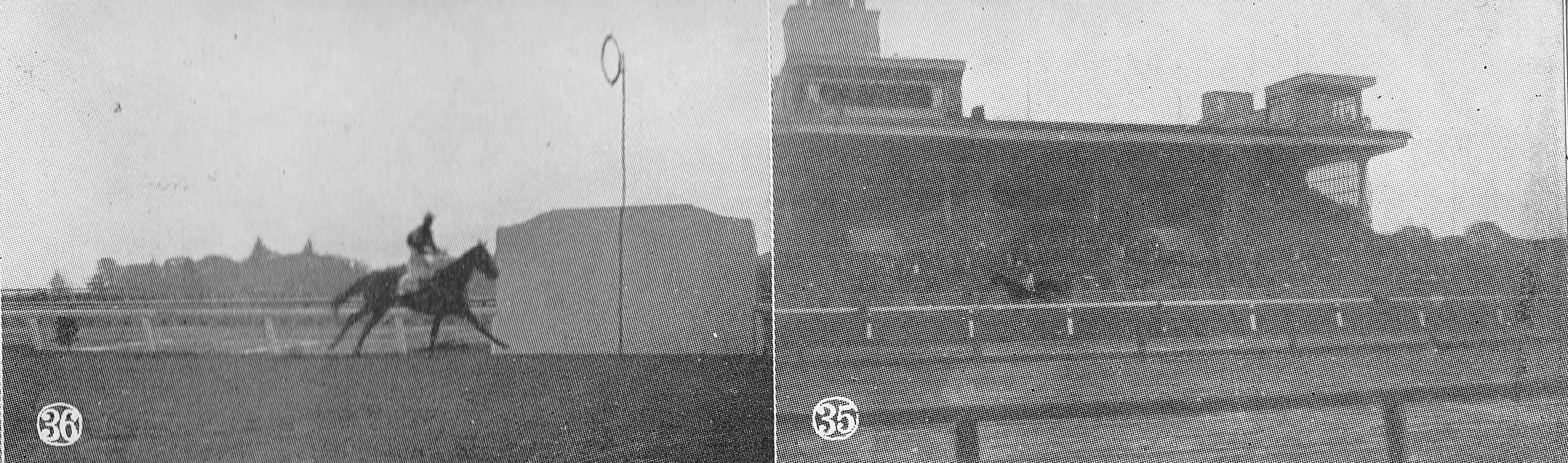
日本ダービー制覇の瞬間。独走するガヴアナー

競走は、発馬で出遅れたクレオパトラトマスが巻き返しをはかり、先頭に立って逃げる展開となった。ガヴアナーは、第1コーナーを先頭から4馬身ほど離れた2番手の位置で通過、後ろにはアカイシダケ、チカラと続いた。向正面までは展開変わりなく進んだが、ガヴアナーは第3コーナーあたりでスパートを駆け、足が鈍ったクレオパトラトマスをバンケット付近で抜き去ると、先頭で第4コーナーを回った。直線ではアカイシダケとの一騎打ちになったが、アカイシダケが先に力尽き、ガヴアナーがそのまま1着で入線。2着に6馬身の着差をつけるレコードでの圧勝であった。3着にはホウカツミンドアーが入り、1番人気のクレオパトラトマスは9着に終わった。
ガヴアナーの勝利で、シアンモア産駒はカブトヤマ、フレーモアに続き日本ダービー3連覇を達成し、カブトヤマとガヴアナーは史上初の兄弟ダービー馬となった。井川は前回の日本ダービーでヤングパレードに騎乗し、フレーモアの6着であったが、2度目の挑戦でダービージョッキーの栄冠を手に入れた。

### ダービー後の故障、安楽死

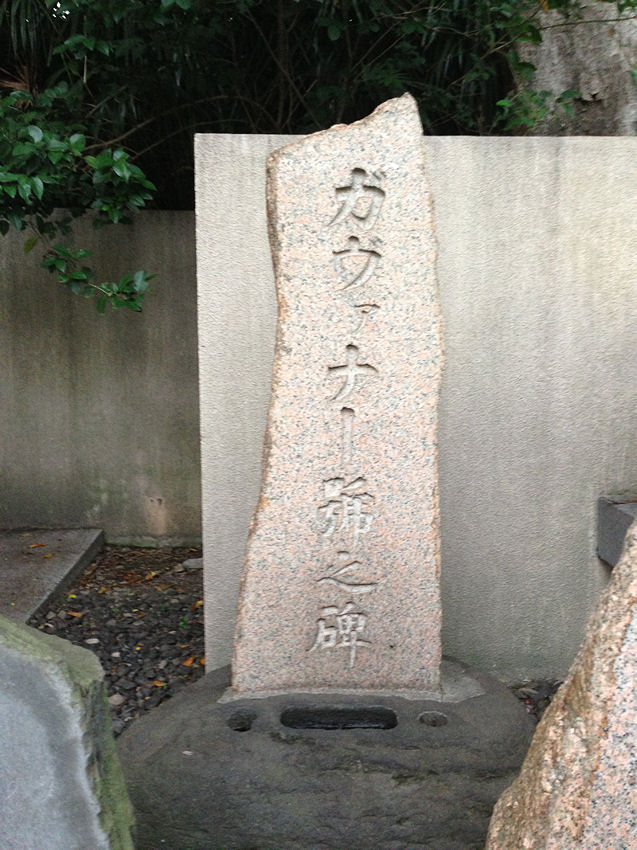
ガヴァナー墓碑
（2013年撮影）

日本ダービー優勝後、「どこまで連勝を伸ばすか」とその前途を大いに期待されたガヴアナーだったが、わずか競走2週間後の5月15日、東京競馬場での調教中に木柵に衝突し、左後脚の種子骨を骨折。懸命な治療が施されるも次第に衰弱していったため、同月28日には安楽死（薬殺）の処置が執られ、3戦無敗のままこの世を去った。遺体は東京競馬場内の競走馬墓地に葬られ、後に、馬頭観音境内の馬霊塔に改葬された。
ガヴアナーの死に際して、茅島の悲嘆は殊のほか深く、その様子を見かねた布施はヘルムートという馬を新たに担当させて励ました。しかしその数日後、茅島は、雨の中運動させるため、ヘルムートに雨合羽を着せようとしたところ、驚いた同馬に腹部を蹴られてしまった。この事故で茅島は腸破裂の重傷を負い、病院に運ばれるも間もなく死去した。ガヴアナー、茅島と続いた死に、関係者は「ガヴアナーが呼び寄せたのだ」と嘆いたという。

## 馬体・評価
体高は1.58m。黒鹿毛で額に大きな星があり、旋毛は珠目上下、右髪中、波分。全兄のカブトヤマよりやや小柄であったが、体形の評価は良く、関係者は「ダービー後の不幸が無ければ兄に劣らぬ成績を残せただろう」とその死を惜しんだ。
藤田太は、読売新聞に掲載されたコラムで、ダービー馬候補の一頭にガヴアナーを挙げて「対称極めて良く馬品を加えて千里の名馬を思わせるものある」と評している。また、尾形によれば重馬場が得意であった。

## 競走成績
以下の内容は、『ダービー馬の履歴書』に基づく。
| 競走日 | 競走日 | 競走日 | 競馬場 | 競走名         | 距離（馬場）  | 頭数 | 人気 | 着順 | タイム  | 着差  | 騎手     | 斤量 [kg] | 勝ち馬/（2着馬） |
| ------ | ------ | ------ | ------ | -------------- | ------------- | ---- | ---- | ---- | ------- | ----- | -------- | --------- | ---------------- |
| 1935.  | 3.     | 30     | 中山   | 新呼           | 芝2000m（不） | 3    | 1人  | 1着  | 02:14.3 | 4馬身 | 井川為男 | 55        | （フソウ）       |
|        | 4.     | 14     | 中山   | 優勝           | 芝2200m（良） | 6    | 1人  | 1着  | 02:23.4 | 4馬身 | 井川為男 | 55        | （タマナギ）     |
|        | 4.     | 29     | 東京   | 東京優駿大競走 | 芝2400m（不） | 11   | 2人  | 1着  | R2.42.1 | 6馬身 | 井川為男 | 55        | （アカイシダケ） |

- タイム欄のRはレコード勝ちを示す。

## 血統表
| ガヴアナーの血統                      | ガヴアナーの血統                                                | ガヴアナーの血統                                                | （血統表の出典）                                                | （血統表の出典） |
| 父系                                  | キングファーガス系（エクリプス系）                              | キングファーガス系（エクリプス系）                              | キングファーガス系（エクリプス系）                              | [ § 2 ]          |
| 父 * シアンモア Shian Mor 1924 黒鹿毛 | 父の父Buchan 1916 鹿毛                                          | Sunstar                                                         | Sundridge                                                       | Sundridge        |
| 父 * シアンモア Shian Mor 1924 黒鹿毛 | 父の父Buchan 1916 鹿毛                                          | Sunstar                                                         | Doris                                                           |                  |
| 父 * シアンモア Shian Mor 1924 黒鹿毛 | 父の父Buchan 1916 鹿毛                                          | Hamoaze                                                         | Torpoint                                                        | Torpoint         |
| 父 * シアンモア Shian Mor 1924 黒鹿毛 | 父の父Buchan 1916 鹿毛                                          | Hamoaze                                                         | Maid of the Mist                                                |                  |
| 父 * シアンモア Shian Mor 1924 黒鹿毛 | 父の母Orlass 1914 黒鹿毛                                        | Orby                                                            | Orme                                                            | Orme             |
| 父 * シアンモア Shian Mor 1924 黒鹿毛 | 父の母Orlass 1914 黒鹿毛                                        | Orby                                                            | Rhoda B.                                                        |                  |
| 父 * シアンモア Shian Mor 1924 黒鹿毛 | 父の母Orlass 1914 黒鹿毛                                        | Simon Lass                                                      | Simmontault                                                     | Simmontault      |
| 父 * シアンモア Shian Mor 1924 黒鹿毛 | 父の母Orlass 1914 黒鹿毛                                        | Simon Lass                                                      | Kilkenny Lass                                                   |                  |
| 母 アストラル 1921 栗毛               | 母の父* チヤペルブラムプトン Chapel Brampton 1912 栗毛          | Beppo                                                           | Marco                                                           | Marco            |
| 母 アストラル 1921 栗毛               | 母の父* チヤペルブラムプトン Chapel Brampton 1912 栗毛          | Beppo                                                           | Pitti                                                           |                  |
| 母 アストラル 1921 栗毛               | 母の父* チヤペルブラムプトン Chapel Brampton 1912 栗毛          | Mesquite                                                        | Sainfoin                                                        | Sainfoin         |
| 母 アストラル 1921 栗毛               | 母の父* チヤペルブラムプトン Chapel Brampton 1912 栗毛          | Mesquite                                                        | St.Silave                                                       |                  |
| 母 アストラル 1921 栗毛               | 母の母種義 1912 栗毛                                            | * ダイヤモンドウエツデイング Diamond Wedding                    | Diamond Jubilee                                                 | Diamond Jubilee  |
| 母 アストラル 1921 栗毛               | 母の母種義 1912 栗毛                                            | * ダイヤモンドウエツデイング Diamond Wedding                    | Wedlock                                                         |                  |
| 母 アストラル 1921 栗毛               | 母の母種義 1912 栗毛                                            | * ビユーチフルドリーマー Beautiful Dreamer                      | Euthusiast                                                      | Euthusiast       |
| 母 アストラル 1921 栗毛               | 母の母種義 1912 栗毛                                            | * ビユーチフルドリーマー Beautiful Dreamer                      | Reposo                                                          |                  |
| 母系(F-No.)                           | (FN:F-No.12)                                                    | (FN:F-No.12)                                                    | (FN:F-No.12)                                                    | [ § 3 ]          |
| 5代内の近親交配                       | Angelica (St.Simon) 5.5×5=9.38%、Sierra (Sainfoin) 5×4=9.38% 他 | Angelica (St.Simon) 5.5×5=9.38%、Sierra (Sainfoin) 5×4=9.38% 他 | Angelica (St.Simon) 5.5×5=9.38%、Sierra (Sainfoin) 5×4=9.38% 他 | [ § 4 ]          |
| 出典                                  | 1. 2. 3. 4.                                                     | 1. 2. 3. 4.                                                     | 1. 2. 3. 4.                                                     | 1. 2. 3. 4.      |